# Rábaközi Andrea

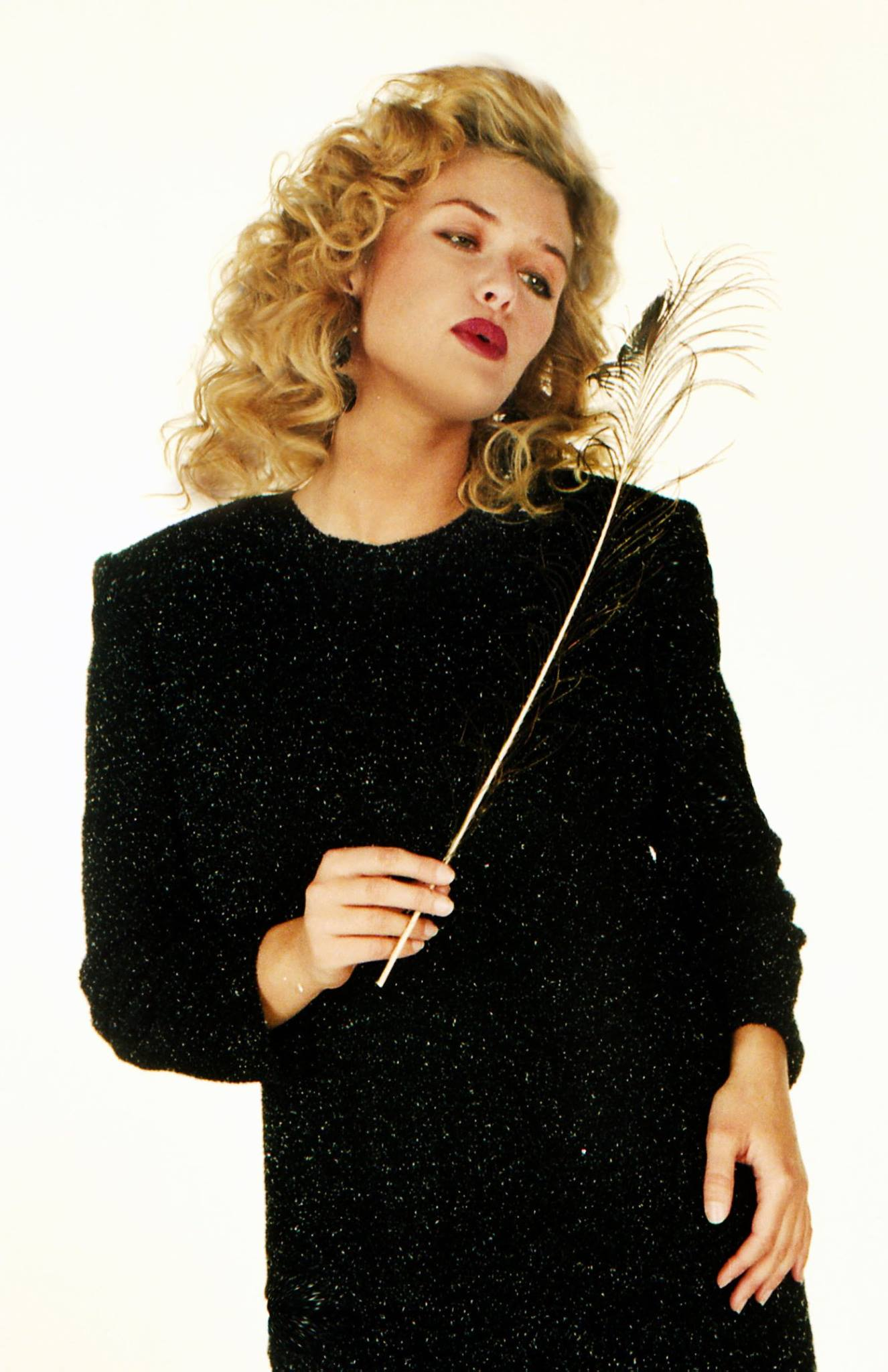
Rózsavölgyi Gyöngyi felvétele

Rábaközi Andrea (Budapest, 1967. augusztus 11. –) magyar modell, manöken és tanár.

## Élete
A szülei étteremben dolgoztak, a szakmában szeretett volna maradni. Szakácstanuló volt, s a szakmai gyakorlatát töltötte éppen, és felszervírozott hidegtálakat fotóztak, amikor az MTI-ből odamentek hozzá, és először fotózták volna. Akkor még idegennek érezte a modellkedést, később az 1980-as évek egyik ismert modellje volt. Béla László statisztaszervező tanácsára indult el a pályán. 
Az Állami Artistaképző Intézetben vizsgázott, ahol fotómodell és manöken oklevelet szerzett. 1986-ban az év felfedezettje volt, amiről az akkori Ifjúsági Magazin számolt be. Manökenpályája során bejárta a világot.
Fürdőruha-fehérnemű katalógus fotózáson vett részt, majd első reklámfilmje (Aranypók-fehérnemű) díjnyertes lett.
Plakát, kártyanaptár, katalógus fotózására kapott felkéréseket, és kifutóra került (Divat Intézet, Habselyem, Pierre Carden, S-modell, Osstermann, Ofline). Hazai és nemzetközi divatbemutatókon egyaránt dolgozott. 12 évig volt aktívan a divatszakmában.
47 évesen még mindig kapott felkérést modellkedésre, folyamatosan dolgozik. Például 50 évesen Halász Éva, aki HALASZEVA márkanév alatt tervezi és készíti ruháit, Rábaközi Andreára szintén tervezett ruhákat, amit Ő be is mutatott.
Szerepelt a Rapülők 1992-es Áj Láv Jú című klipjében, de a Dr. Beat tagja is volt Rábaközi Andrea, majd helyette Clavier Charlotte az R-Go első gidája lett a zenekar tagja. A TV Paprika műsorában is láthattuk.
22 évesen méhnyakrák betegséggel kezelték, amiből felépült.
2014. augusztus 1. óta manökeniskolában tanít.
Részt vett 2018. szeptemberben a TV2 legújabb főzőshow-jában, a MasterChef VIP adásában.

## Magánélete
Elvált Dala Tamástól, akitől két fia született, 4 év korkülönbséggel, Döme és Samu. 2013-ban ismét férjhez ment, házastársa Versitz Zsolt.
51 évesen mellkisebbítő műtéten esett át. Erről mondta el: 
„Nagyon zavart, hogy évtizedeken keresztül a melleimmel beszélgettek az emberek. Így mikor megérett bennem az elhatározás, kerestem egy jó orvost, és 80C-ről 75B méretűvé varázsoltattam a kebleim”

## Fontosabb fotói
Címlap: Ez a Divat, Elle, CKM (férfimagazin, magyar), Nők Lapja.

## Fontosabb bemutatói
- Magyar Divat Intézet
- Habselyem Kötöttárugyár
- Pierre Carden
- S-modell
- Osstermann
- Ofline

## Reklámfilmek
- Dannon,
- Swatch,
- Porsche,
- Replay,
- Posta Bank,
- BMW